# Rhacochelifer longeunguiculatus
Rhacochelifer longeunguiculatus är en spindeldjursart som beskrevs av Beier 1963. Rhacochelifer longeunguiculatus ingår i släktet Rhacochelifer och familjen tvåögonklokrypare. Inga underarter finns listade i Catalogue of Life.